# Список серійних убивць за кількістю жертв
Серійний убивця — це людина, що вбила трьох чи більше людей без очевидних мотивів. Приведений список серійних вбивць охоплює тільки тих, хто діяв з перших років XX століття. Деякі кількісні показники можуть відрізнятися від зазначених у документах та офіційних паперах через те, що ці папери часто включають недостовірну інформацію.

## Список серійних вбивць за кількістю жертв (XXтаXXI століття)
| Убивці з найбільшою кількістю жертв (31 і більше) |                                        |                        |       |           |     |      |
|                                                   |                                        |                        |       | 1969–1980 | 110 | 300+ |
| Джавед Ікбал                                      | Пакистан                               | 1998–1999              | 100   | 100       |     |      |
| Михайло Попков                                    | Росія                                  | 1992–2010              | 78    | 81        |     |      |
| Даніель Камарго                                   | Колумбія Еквадор                       | 1974–1986              | 72    | 150       |     |      |
| Педру Родрігеш Фільйо                             | Бразилія                               | 1967–2003              | 71    | 100+      |     |      |
| Кампатімар Шанкарія                               | Індія                                  | 1977–1978              | 70    | 70+       |     |      |
| Ян Сінхай                                         | КНР                                    | 2000–2003              | 67    |           |     |      |
| Абуль Джабар                                      | Афганістан                             | 1970 та раніше         | 65    | 300+      |     |      |
| Семюель Літтл                                     | США                                    | 1972–1982 та 1989–2005 | 61    | 93        |     |      |
| Андрій Чикатило                                   | СРСР                                   | 1978–1990              | 53    | 56        |     |      |
| Анатолій Онопрієнко                               | СРСР Україна                           | 1989–1996              | 52    | 52+       |     |      |
| Флорішвальдо де Олівейра                          | Бразилія                               | 1982                   | 50    | 50+       |     |      |
| Роберт Піктон                                     | Канада                                 | 1983–2002              | 49    | 49        |     |      |
| Гері Ріджвей                                      | США                                    | 1982–2000              | 49    | 71–90+    |     |      |
| Олександр Пічушкін                                | Росія                                  | 1992–2006              | 49    | 61        |     |      |
| Ван Сян                                           | КНР                                    | 1995–2003              | 45    | 45+       |     |      |
| Мохаммед Бідже                                    | Іран                                   | 2004                   | 43    |           |     |      |
| Ахмад Сураджі                                     | Індонезія                              | 1986–1997              | 42    | 70–80+    |     |      |
| Тьяго Гомеш да Роча                               | Бразилія                               | 2011–2014              | 39    |           |     |      |
| Мозес Сітхол                                      | ПАР                                    | 1994–1995              | 38    | 38+       |     |      |
| Сергій Ткач                                       | СРСР Україна                           | 1984–2005              | 36    | 80–100    |     |      |
| Геннадій Михасевич                                | СРСР                                   | 1971–1985              | 36    | 43–55     |     |      |
| Хадж Мохаммед Месфеві                             | Марокко                                | 1906 та раніше         | 36    | 36+       |     |      |
| Тед Банді                                         | США                                    | 1974–1978              | 35    | 36+       |     |      |
| Джон Вейн Гейсі                                   | США                                    | 1972–1978              | 33    | 34+       |     |      |
| Алі Асгар Боружерді                               | Османська імперія Ірак Персія          | 1907–1934              | 33    |           |     |      |
| Василь Комаров                                    | РРФСР СРСР                             | 1921–1923              | 33    |           |     |      |
| Рамадан Абдель Рехім Мансур                       | Єгипет                                 | 1999–2006              | 32    | 32+       |     |      |
| до 30 жертв                                       |                                        |                        |       |           |     |      |
| Карл Денке                                        | Німецька імперія Веймарська республіка | 1900–1924              | 30    | 40+       |     |      |
| Давід Табо Сімелане                               | Свазіленд                              | 1999–2001              | 28    | 45+       |     |      |
| Дін Корлл                                         | США                                    | 1970–1973              | 28    | 29+       |     |      |
| Маупа Седрік Мааке                                | ПАР                                    | 1996–1997              | 27    | 35+       |     |      |
| Хуан Корона                                       | США                                    | 1971                   | 25    | 25+       |     |      |
| Вейн Вільямс                                      | США                                    | 1979–1981              | 24    | 31        |     |      |
| Фріц Гаарман                                      | Веймарська республіка                  | 1918–1924              | 24    | 27+       |     |      |
| Бела Кіш                                          | Угорщина                               | 1912–1916              | 24    | 24+       |     |      |
| Рональд Домінік                                   | США                                    | 1997–2006              | 23    | 23+       |     |      |
| Михайло Попков                                    | Росія                                  | 1992–2000              | 22    | 29+       |     |      |
| Ерл Нельсон                                       | США                                    | 1926–1927              | 22    | 25        |     |      |
| Мануель Октавіо Бермудес                          | Колумбія                               | 1999–2003              | 21    | 50+       |     |      |
| Патрік Кірні                                      | США                                    | 1965–1977              | 21    | 43+       |     |      |
| Вільям Бонін                                      | США                                    | 1979–1980              | 21    | 36+       |     |      |
| Васіле Чацук                                      | Румунія                                | 1917–1935              | 21    | 26+       |     |      |
| Ю Йон Чхоль                                       | Південна Корея                         | 2003–2004              | 21    | 26        |     |      |
| Абдулла Шах                                       | Афганістан                             | 1990–ті                | 20    | 20+       |     |      |
| Мохан Кумар                                       | Індія                                  | 2005–2009              | 20    |           |     |      |
| Булелані Мабхаї                                   | ПАР                                    | 2007–2012              | 20    |           |     |      |
| Олександр Спесивцев                               | Росія                                  | 1991–1996              | 19    | 82        |     |      |
| Ларрі Ейлер                                       | США                                    | 1982–1984              | 19    | 23+       |     |      |
| Сергій Ряховський                                 | СРСР Росія                             | 1988–1993              | 19    | 19+       |     |      |
| М. Джайшанкар                                     | Індія                                  | 2008–2011              | 19    | 19+       |     |      |
| Явуз Япічоглу                                     | Туреччина                              | 1994–2002              | 18+   | 40+       |     |      |
| Пол Джон Ноулз                                    | США                                    | 1974                   | 18    | 35        |     |      |
| Тьєррі Полен                                      | Франція                                | 1984–1987              | 18    | 21        |     |      |
| Рендалл Вудфілд                                   | США                                    | 1979–1981              | 18    | 18+       |     |      |
| Умеш Редді                                        | Індія                                  | 1996–2002              | 18    | 18+       |     |      |
| Крістофер Мхленгва Зікоде                         | ПАР                                    | 1994–1995              | 18    |           |     |      |
| Хуан Юн                                           | КНР                                    | 2001–2003              | 17    | 25        |     |      |
| Педро Пабло Накада Луденья                        | Перу                                   | 2005–2006              | 17    | 25        |     |      |
| Донато Білансія                                   | Італія                                 | 1997–1998              | 17    |           |     |      |
| Ірина Гайдамачук                                  | Росія                                  | 2002–2010              | 17    |           |     |      |
| Ренді Стівен Крафт                                | США                                    | 1971–1983              | 16    | 65–67     |     |      |
| Мішель Фурніре                                    | Франція                                | 1987–2001              | 16    | 19        |     |      |
| Сіфо Агматір Твала                                | ПАР                                    | 1996–1997              | 16    | 19        |     |      |
| Джеффрі Дамер                                     | США                                    | 1978–1991              | 16    | 17        |     |      |
| Еліас Сітавхуджі                                  | ПАР                                    | 1950–ті                | 16    |           |     |      |
| Джиммі Макетта                                    | ПАР                                    | 2005                   | 16    |           |     |      |
| Джек Могале                                       | ПАР                                    | 2008–2009              | 16    |           |     |      |
| Роберт Лі Єйтс                                    | США                                    | 1975–1998              | 16    |           |     |      |
| П’єтро Паччіані                                   | Італія                                 | 1968–1985              | 16    |           |     |      |
| Керролл Коул                                      | США                                    | 1948–1980              | 16    |           |     |      |
| Чарльз Рей Гетчер                                 | США                                    | 1969–1982              | 16    |           |     |      |
| Хосе Антоніо Родрігес Вега                        | Іспанія                                | 1987–1988              | 16    |           |     |      |
| Саїд Ханаеї                                       | Іран                                   | 2000–2001              | 16    |           |     |      |
| Володимир Миргород                                | Росія                                  | 2002–2004              | 16    |           |     |      |
| «Різник з Атланти»                                | США                                    | 1911                   | 15    | 21        |     |      |
| Роберт Гансен                                     | США                                    | 1980–1983              | 15    | 21        |     |      |
| Анхель Матуріно Резендіс                          | Мексика                                | 1986–1999              | 15    | 18        |     |      |
| Денніс Нільсен                                    | Велика Британія                        | 1978–1983              | 15    | 18        |     |      |
| Еліфасі Мзомі                                     | ПАР                                    | 1956 та раніше         | 15    |           |     |      |
| Честер Тернер                                     | США                                    | 1987–1998              | 15    |           |     |      |
| Бай Баошань                                       | КНР                                    | 1996–1997              | 15    |           |     |      |
| до 14 жертв                                       |                                        |                        |       |           |     |      |
| Карл Воттс                                        | США                                    | 1974–1982              | 14    | 80+       |     |      |
| Здіслав Мархвіцький                               | Польща                                 | 1964–1970              | 14    | 21+       |     |      |
| Йоахім Кролл                                      | ФРН                                    | 1955–1976              | 14    |           |     |      |
| Артур Шоукросс                                    | США                                    | 1972–1989              | 14    |           |     |      |
| «The Doodler»                                     | США                                    | 1974–1975              | 14    |           |     |      |
| Марсело Кошта де Андраде                          | Бразилія                               | 1991                   | 14    |           |     |      |
| Хуліо Перез Сільва                                | Чилі                                   | 1998–2001              | 14    |           |     |      |
| Уа Рюжоу                                          | КНР                                    | 1998–2001              | 14    |           |     |      |
| Амір Кваюм                                        | Пакистан                               | 2005                   | 14    |           |     |      |
| Джейк Берд                                        | США                                    | 1930–1947              | 13    | 44+       |     |      |
| «Клівлендський м’ясник»                           | США                                    | 1934–1938              | 13    | 40+       |     |      |
| Каспар Петров                                     | Латвія                                 | 2003                   | 13    | 38+       |     |      |
| Річард Рамірес                                    | США                                    | 1984–1985              | 13    | 20        |     |      |
| Пітер Вільям Саткліфф                             | Велика Британія                        | 1975–1980              | 13    | 15        |     |      |
| Франсіско Антоніо Лауреана                        | Аргентина                              | 1974–1975              | 13    | 13+       |     |      |
| Герберт Маллін                                    | США                                    | 1972–1973              | 13    |           |     |      |
| «Бостонський душитель» (Альберт де Сальво?)       | США                                    | 1962–1964              | 13    |           |     |      |
| Лоренцо Гільярд                                   | США                                    | 1977–1993              | 13    |           |     |      |
| Василь Кулік                                      | СРСР                                   | 1984–1986              | 13    |           |     |      |
| Йоганнес Машаяне                                  | ПАР                                    | 1982–1989              | 13    |           |     |      |
| Лі Венсян                                         | КНР                                    | 1991–1996              | 13    |           |     |      |
| Тозаміле Такі                                     | ПАР                                    | 2007                   | 13    |           |     |      |
| «Райдужний маніяк»                                | Бразилія                               | 2007–2008              | 13    |           |     |      |
| Дональд Генрі Гаскінс                             | США                                    | 1953–1982              | 12    | 31–80+    |     |      |
| Вільям Сафф                                       | США                                    | 1986–1992              | 12    | 22        |     |      |
| Морі Тревіс                                       | США                                    | 2000–2002              | 12    | 17        |     |      |
| Кеннет Алессіо Б’янкі                             | США                                    | 1977–1978              | 12    | 15        |     |      |
| Чарльз Собхраж                                    | Таїланд Непал Індія Малайзія           | 1975–1976              | 12    | 13        |     |      |
| Джозеф Крістофер                                  | США                                    | 1980–1981              | 12    |           |     |      |
| «Вбивця з паракватом»                             | Японія                                 | 1985                   | 12    |           |     |      |
| Сісванто                                          | Індонезія                              | 1994–1996              | 12    |           |     |      |
| Енріквета Марті                                   | Іспанія                                | 1900–1912              | 12    | невідомо  |     |      |
| Герб Баумейстер                                   | США                                    | 1990–1996              | 11–16 | 25+       |     |      |
| Джон Джастін Бантінг                              | Австралія                              | 1992–1999              | 11    |           |     |      |
| Сергій Головкін                                   | СРСР Росія                             | 1986–1992              | 11    | 40+       |     |      |
| Хуана Баррацца                                    | Мексика                                | кінець 1990-х–2006     | 11    | 29–49     |     |      |
| Джек Унтервегер                                   | Австрія США Чехословаччина             | 1974–1992              | 11    | 15        |     |      |
| Вон Грінвуд                                       | США                                    | 1964–1975              | 11    | 13        |     |      |
| Бенджамін Аткінс                                  | США                                    | 1991–1992              | 11    |           |     |      |
| Ненні Досс                                        | США                                    | 1927–1954              | 11    |           |     |      |
| Кліффорд Олсон                                    | Канада                                 | 1980–1981              | 11    |           |     |      |
| Мартін Леціан                                     | Чехословаччина                         | 1927                   | 11    |           |     |      |
| Анрі Дезіре Ландрю                                | Франція                                | 1915–1919              | 11    | невідомо  |     |      |
| Вбивця із Західної Мези                           | США                                    | 2003–2005              | 11    |           |     |      |
| Ентоні Сауелл                                     | США                                    | 2007–2009              | 11    | невідомо  |     |      |
| Андре Кроуфорд                                    | США                                    | 1993–1999              | 11    |           |     |      |
| Франсіско Гарсія Ескалеро                         | Іспанія                                | 1987–1994              | 11    |           |     |      |
| Жан Йонмін                                        | КНР                                    | 2008–2012              | 11    |           |     |      |
| Карлос Едуардо Робледо Пуч                        | Аргентина                              | 1971                   | 11    |           |     |      |
| Аднан Чолак                                       | Туреччина                              | 1992–1995              | 11    |           |     |      |
| Сейсаку Накамура                                  | Японія                                 | 1938–1942              | 11    |           |     |      |
| Вері Ідхам Хеньянсян                              | Індонезія                              | 2008 і раніше          | 11    |           |     |      |
| Франсіско де Асіш Перейра                         | Бразилія                               | 1997–1998              | 11    |           |     |      |
| Хамаров Руслан Рахимович                          | Україна                                | 2000–2003              | 11    |           |     |      |
| до 10 жертв                                       |                                        |                        |       |           |     |      |
| Рудольф Плейль                                    | ФРН                                    | 1946–1947              | 10    | 25        |     |      |
| Мілтон Джонсон                                    | США                                    | 1983                   | 10    | 17        |     |      |
| Лонг–Айлендський серійний вбивця                  | США                                    | 1996–2011              | 10    | 14        |     |      |
| Деніел Лі Зіберт                                  | США                                    | 1979–1986              | 10    | 13        |     |      |
| «Original Night Stalker»                          | США                                    | 1979–1986              | 10    | 13        |     |      |
| Лонні Девід Франклін молодший                     | США                                    | 1985–2007              | 10    | 25        |     |      |
| Боббі Джо Лонг                                    | США                                    | 1984                   | 10    | 10+       |     |      |
| Стюарт Вілкен                                     | ПАР                                    | 1990–1997              | 10    | 10+       |     |      |
| Давід Рандічені                                   | ПАР                                    | 2004–2008              | 10    | 10+       |     |      |
| Едмунд Кемпер                                     | США                                    | 1964–1973              | 10    |           |     |      |
| Денніс Рейдер                                     | США                                    | 1974–2004              | 10    |           |     |      |
| Дорангель Варгас                                  | Венесуела                              | 1997–1999              | 10    |           |     |      |
| Алі Кайа                                          | Туреччина                              | 1997 і до сьогодні     | 10    |           |     |      |
| Роберт Джо Вагнер                                 | Австралія                              | 1992–1999              | 10    |           |     |      |
| Жанна Вебер                                       | Франція                                | 1905–1908              | 10    |           |     |      |
| Генрі Луїс Воллес                                 | США                                    | 1990–1994              | 10    |           |     |      |
| Анджело Буоно                                     | США                                    | 1977–1979              | 10    |           |     |      |
| Олег Кузнєцов                                     | СРСР Росія Україна                     | 1991–1992              | 10    |           |     |      |
| Хвасонський серійний вбивця                       | Південна Корея                         | 1986–1991              | 10    |           |     |      |
| Сатіш                                             | Індія                                  | 1995–1998              | 10    |           |     |      |
| Жоу Кехуа                                         | КНР                                    | 2004–2012              | 10    |           |     |      |
| Кен Хо Сун                                        | Південна Корея                         | 2006–2008              | 10    |           |     |      |
| Фолькер Екерт                                     | ФРН Німеччина Франція Іспанія          | 1974–2006              | 9–13  | 19        |     |      |

## Найвідоміші серійні вбивці до XX століття
Серед серійних убивць до XX століття, дуже мало є таких, що реально існували, тому у списку представлені найвідоміші вбивці. Кількість жертв вказана неточно, бо до нас дійшло дуже мало документів про серійних убивць, що діяли до 1900 року.
| Ім’я                                         | Країна                                      | Роки активності | Приблизна кількість жертв | Примітки |
| -------------------------------------------- | ------------------------------------------- | --------------- | ------------------------- | --- |
| «Отруєне кільце»                             | Римська імперія                             | 331 до Р. Х.    | невідомо                  | Одна з перших згадок про навмисні серійні вбивства людей. За спогадами римських істориків, «Отруєним кільцем» були дві жінки, що додавали до страв отруту. |
| Локуста                                      | Римська імперія                             | 54–55           | 5–7+                      | Отруйниця, послугами якої користувався римський імператор Нерон. У 69 році страчена за наказом імператора Гальби. |
| Жиль де Ре                                   | Французьке королівство                      | 1432–1440       | 140+                      | Французький аристократ, що зґвалтував та вбив понад 140 дітей. Був страчений у 1440 році. |
| Петер Ньєрс                                  | Священна Римська імперія                    | 1566–1581       | 544                       | Німецький бандит, що скоїв близько 544 убивств та, за спогадами істориків, використовував чорну магію. Був четвертований. |
| Елізабет Баторі                              | Королівство Угорщина                        | 1585–1610       | 80–650                    | Також відома як «Кривава графиня». Замість води у ванній використовувала кров своїх жертв, вірючи, що таким чином вона стане молодшою. Померла у тюрьмі у 1614 році. |
| Каталіна де лос Ріос і Ліспергер             | Чилі                                        | 1630–1660       | 40                        | Також відома як «Кінтрала». Жорстоко вбивала своїх рабів. Померла у 1665 році. |
| Катрін Монвуазен                             | Французьке королівство                      | 1660–1679       | 1000–2500                 | Також відома як «Ля-Вуазен». Була відьмою, займалася чорною магією. Намагалася отруїти французького короля Людовіка XIV. Була страчена у 1680 році як відьма. |
| Марі Мадлен Дре д’Обре, маркіза де Бренвіллє | Французьке королівство                      | 1666–1670       | 3–50+                     | Разом зі своїм коханцем убила своїх родичів, щоб успадкувати їхній спадок. Також убила невідому кількість людей у лікарнях. Була жорстоко страчена у 1672 році. |
| Дар’я Салтикова                              | Російська імперія                           | 1762 і раніше   | 38–147                    | Російська панна, що жорстоко мучила та вбивала своїх кріпаків. У 1768 році була засуджена на довічне заслання у монастирській тюрьмі, де й померла у 1801 році. |
| Таг Бехрам                                   | Імперія Великих Моголів                     | 1790–1840       | 125–933                   | Член секти Тугі з Індії. Багато істориків вважає його серійним убивцею, з найбільшою кількістю жертв в історії. У 1840 році Бехрама було страчено. |
| Вільям Берк та Вільям Геєр                   | Велика Британія                             | 1828            | 16                        | Труїли своїх жертв, щоб продавати їхні трупи анатому Роберту Ноксу. Берка було страчено у 1829 році, Геєр та Нокс були помилувані. |
| Дельфіна Лалорі                              | США                                         | 1831–1834       | 2–4+                      | Одна з найбільш жорстоких серійних убивць в історії США. Жорстоко катувала та вбивала своїх чорношкірих рабів. Померла між 1842 та 1849 роками. |
| Джон Джонстон                                | США                                         | 1843–?          | 300+                      | Герой американського фольклору, мав прізвище «Пожиратель печінки Джонсон». Убив та з’їв печінку близько 300 представників племені Кроу. |
| Мануель Бланко Ромасанта                     | Іспанія                                     | 1844–1852       | 9–14                      | Представлявся жінкам та дітям гідом у горах, де й убивав своїх жертв, а їхній одяг успішно продавав. Прославився тим, що намагався видати свої злочини за перетворення самого себе на вовка. Помер у 1863 році у в’язниці. |
| Вільям Палмер                                | Велика Британія                             | 1846–1855       | 1–10                      | Труїв своїх друзів та знайомих з ціллю отримати їхні цінні речі та гроші. Страчений у 1856 році. |
| Едвард Вільям Прічард                        | Велика Британія                             | 1863–1865       | 2–3                       | Англійський лікар, якого було засуджено за отруєння своєї жінки та тещі. Він став останньою людиною, яку було страчено у Глазго (це сталося у 1865 році). |
| Матті Хаапойя                                | Російська імперія                           | 1867–1894       | 3–10                      | Фінський серійний убивця. Покінчив життя самогубством у російський в’язниці в 1895 році. |
| Вінченцо Верцені                             | Королівство Італія                          | 1870–1871       | 2+                        | Душив жінок до моменту, поки в нього не станеться оргазм. Тих, хто до цього виживав, він відпускав. Помер у 1918 році. |
| Джесі Померой                                | США                                         | 1871–1874       | 2                         | Американський серійний убивця, що катував молодших дітей задля своїх сексуальних потреб. Став наймолодшою людиною, засудженою до смертної кари у штаті Массачусетс (на той момент йому було 15 років). Пізніше вирок змінили на довічне позбавлення свободи. Померой помер у 1932 році у віці 72 років. |
| «Криваві Бендери»                            | США                                         | 1872–1873       | 10–12                     | Сім’я з чотирьох членів, які вбивали клієнтів у своєму магазині з ціллю їх обікрасти. З часом їхні злочини були викриті, але подальша доля сім’ї Бендерів залишилася невідомою. |
| Бохумський серійний вбивця                   | Німецька імперія                            | 1878–1882       | 8                         | Невідомий досі серійний убивця, що ґвалтував та вбивав німецьких жінок коло міста Бохум. |
| Томас Ніл Крім                               | Канада США Велика Британія                  | 1879–1892       | 5–8                       | Серійний убивця, що труїв своїх жертв та був замішаний у шантажі. Деякими істориками помилково ототожнюється з Джеком-Різником. |
| Амелія Даєр                                  | Велика Британія                             | 1879–1896       | 6–400+                    | Британська серійна вбивця, що багатьма істориками вважається наймасштабнішою вбивцею дітей в історії. Страчена у 1896 році. |
| Марія Сваненбург                             | Нідерланди                                  | 1880–1883       | 27–90+                    | Голландська вбивця, що вбила якнайменше 27 людей, отруївши їх. Ціллю вбивств був заробіток грошей. Померла у в’язниці у 1915 році. |
| «Вбивця служниць»                            | США                                         | 1884–1885       | 8                         | Також відомий як «Остинський убивця з сокирою». Нападав на служниць вночі, ґвалтував та вбивав їх сокирою. Особистість вбивці досі не ідентифіковано. |
| Джейн Топпан                                 | США                                         | 1885–1901       | 31                        | Американська серійна вбивця, що працювала у лікарні та вбивала своїх пацієнтів отруюючи їх. Мотив своїх злочинів вона пояснювала бажанням стати наймасштабнішою серійною вбивцею в історії. Була визнана психічно хворою та померла у психлікарні. |
| Генрі Говард Холмс (або Г.Г. Холмс)          | США                                         | 1886–1894       | 9–230+                    | Перший офіційно зафіксований американський серійний убивця. Один з найпопулярніших образів серійного вбивці у популярній культурі. Таку знаменитість йому приніс спосіб убивств своїх жертв та їх кількість: Холмс сконструював так званий «Дім смерті» (або «Дім убивств»), де у різних місцях були розташовані різні пастки, які вбивали гостей «дому». Образ Холмса було покладено в основу відомого серійного вбивці з серії кінофільмів Пила — Джона Крамера. Холмса було страчено у 1896 році. |
| Джек-Різник                                  | Велика Британія                             | 1888–1891?      | 5–11                      | Британський серійний убивця, особистість якого досі не ідентифіковано та образ якого і досі є одним з найзагадковіших. Є одним з найбільш відомих серійних убивць в історії, чиє ім’я фактично стало символом терміну «серійний убивця». Всесвітню славу Різнику принесли п’ять дуже жорстоких убивств повій у Лондоні у 1888 році. Також Різник часто посилав свої листи до лондонської поліції, де фактично висміював їх спроби спіймати його. Після сенсаційно жорстокого вбивства останньої, 5-ї жертви, Різник зник з текстів новин та газет, але загадковість його образу (адже ці вбивства стали першим серйозним проявленням серійних убивць у світі) і досі непокоїть багатьох криміналістів. У свій час під особистість Джека-Різника підставлялися різні люди, але всі вони серйозно не розглядаються як можливі вбивці сучасними криміналістами. Після страшних Вайтчепільських убивств Джека-Різника сталися декілька схожих убивств і після 1888 року, але причасність до них оригінального Джека-Різника сьогодні є сумнівною. Образ цього «першого серійного вбивці» (як називають Джека-Різника через сенсаційність його вбивств) став настільки культовим, що про нього вже знято немало кінофільмів, написано багато книг, тощо. |
| Йоган Отто Хоч                               | США Австро-Угорщина Франція Велика Британія | 1888–1905       | 1–50+                     | Німецький серійний убивця, що одружувався з жінками під різними іменами та вбивав їх. Страчений у 1906 році за одне вбивство, але підозрюється у скоєнні від 15 до 55 вбивств. |
| Жозеф Ваше                                   | Франція                                     | 1894–1897       | 11–27+                    | Також відомий як «Французький різник». Ваше був психічно хворою людиною, через що ґвалтував та вбивав жінок, дівчат та хлопчиків по всій Франції. Його було гільйотиновано у 1898 році. |
| Белль Ганнесс                                | США                                         | 1859–1908       | 21–42+                    | Американська серійна вбивця норвезького походження. Вона вбила більшість своїх коханців, двох дочок, а також є можливою вбивцею всіх своїх чоловіків та дітей. Ціллю вбивств було заволодіння грішми та цінностями вбитих. За недостовірними даними Ганнесс, померла у 1908 році. |